# 古村站
古村站（：／ Gochon yeok */?）是釜山地鐵4號線沿線的一座高架車站，位於韓國釜山廣域市機張郡鐵馬面古村里。

## 車站結構
站體為1面2線島式月台的高架車站，候車月台設有月台幕門，並有4處出口。

### 月台配置
| 上盤松 ↑ |
| 下 上 \| |
| ↓ 安平   |

| 月台 | 路線               | 目的地                                 |
| ---- | ------------------ | -------------------------------------- |
| 上行 | ●釜山都市铁道4号线 | 盤如農產品市場、忠烈祠、東萊、美南方向 |
| 下行 | ●釜山都市铁道4号线 | 安平方向                               |

## 歷史
- 2011年3月30日：落成啟用。

## 車站周邊
- 西羅亞公園公墓
- 大進客運（朝鲜语：대진여객 (부산)）
- 雲峰綜合社會福祉館

## 圖片

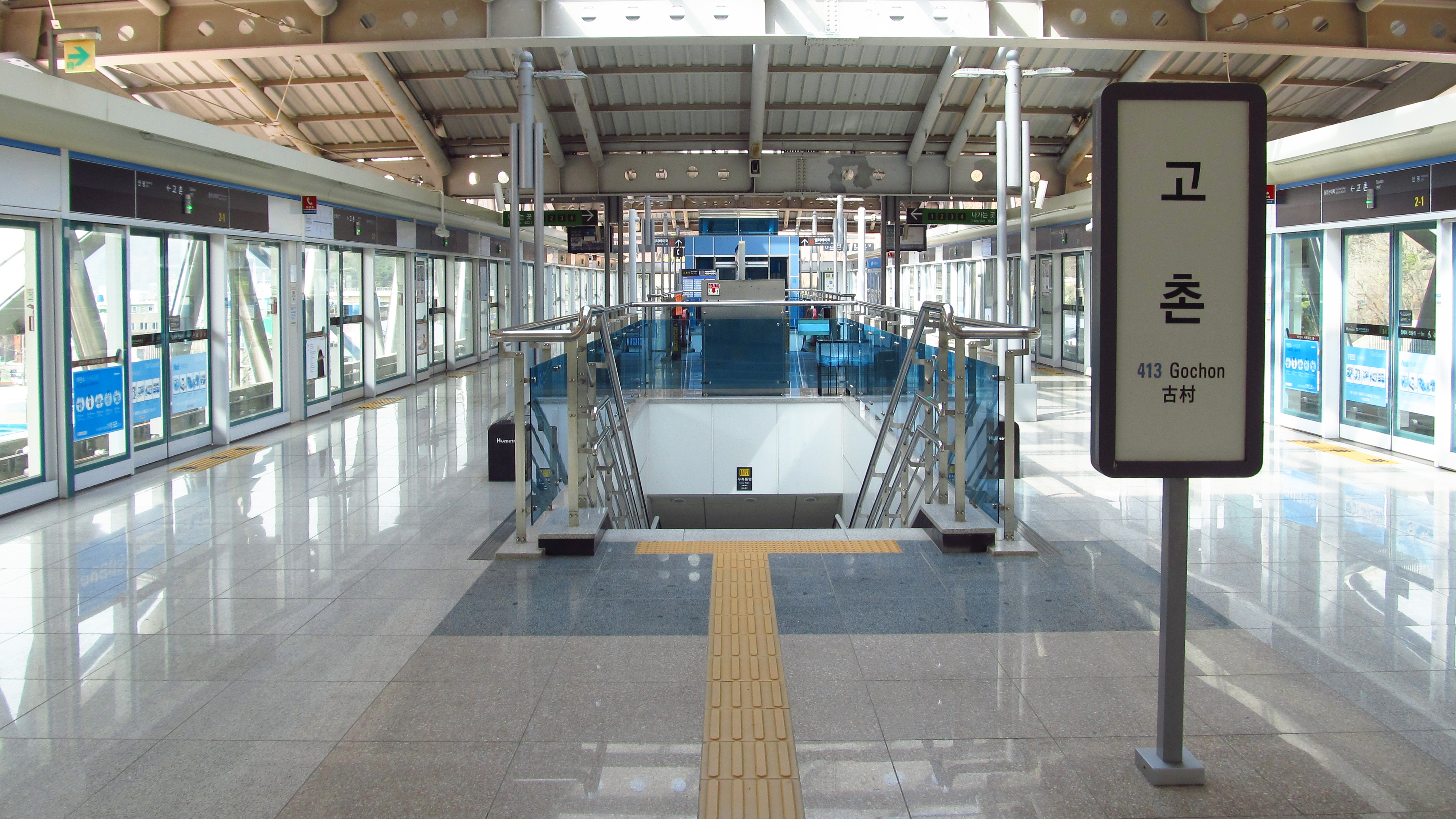
候車月台
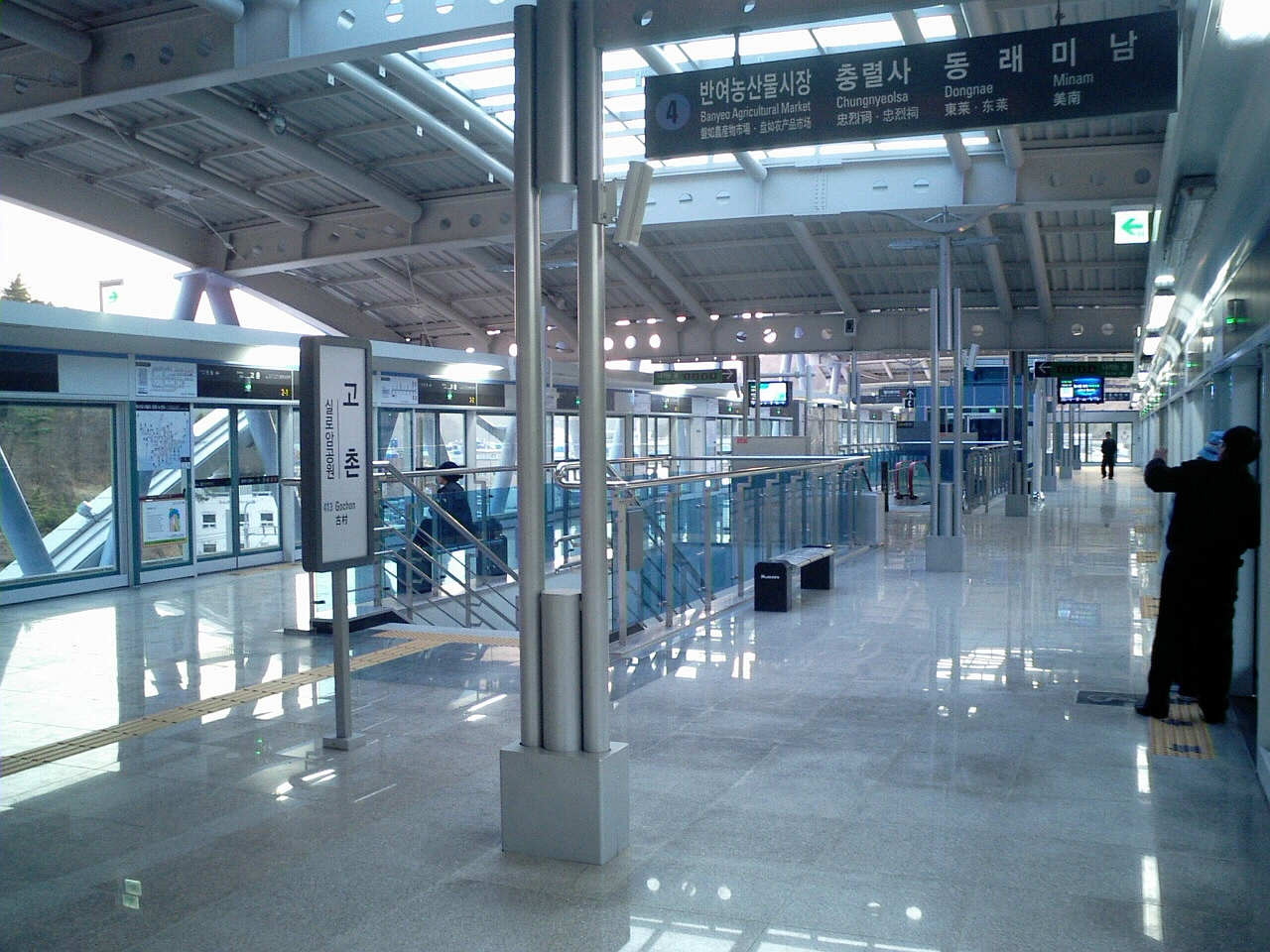
候車月台
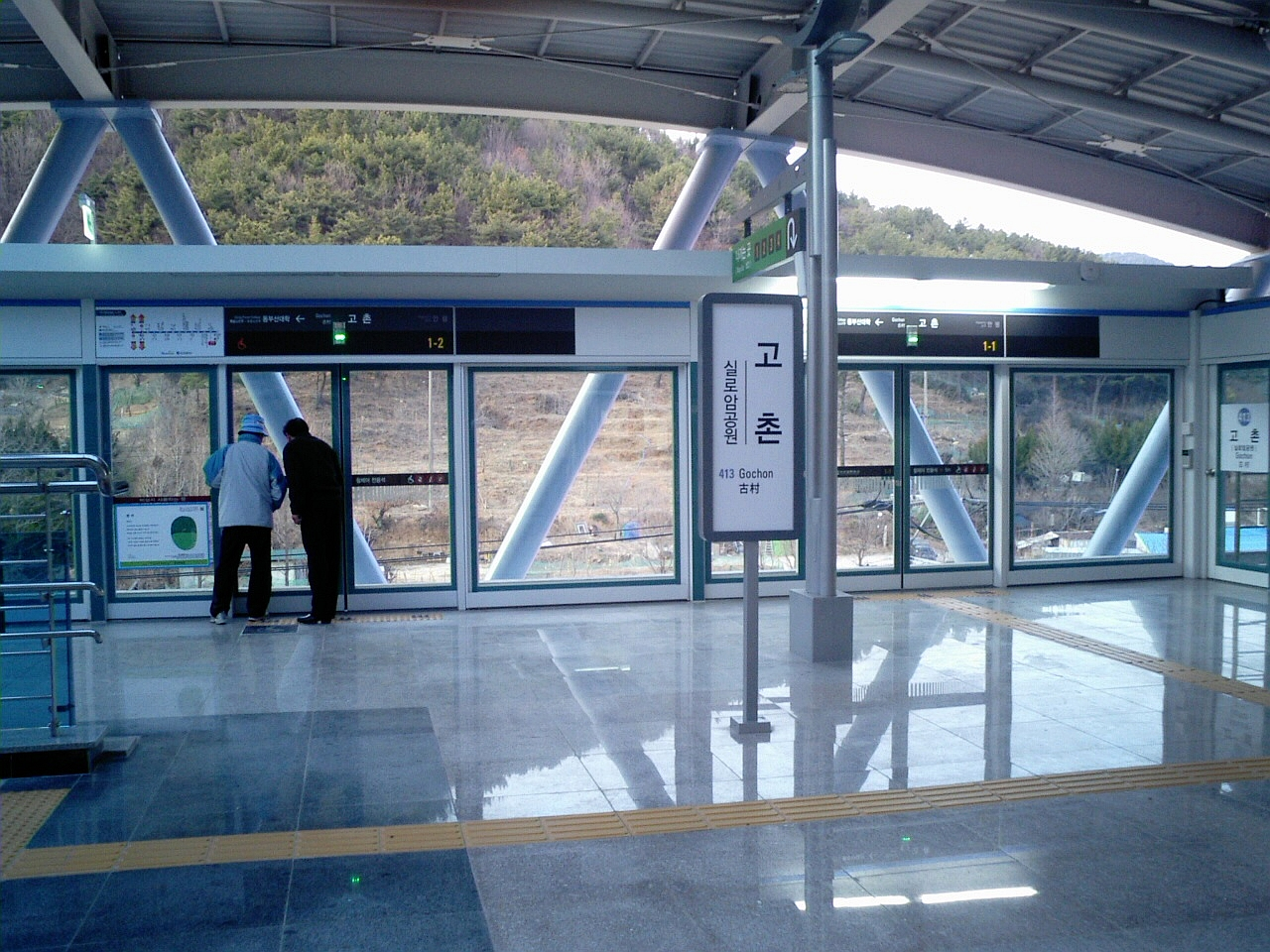
月台及站牌
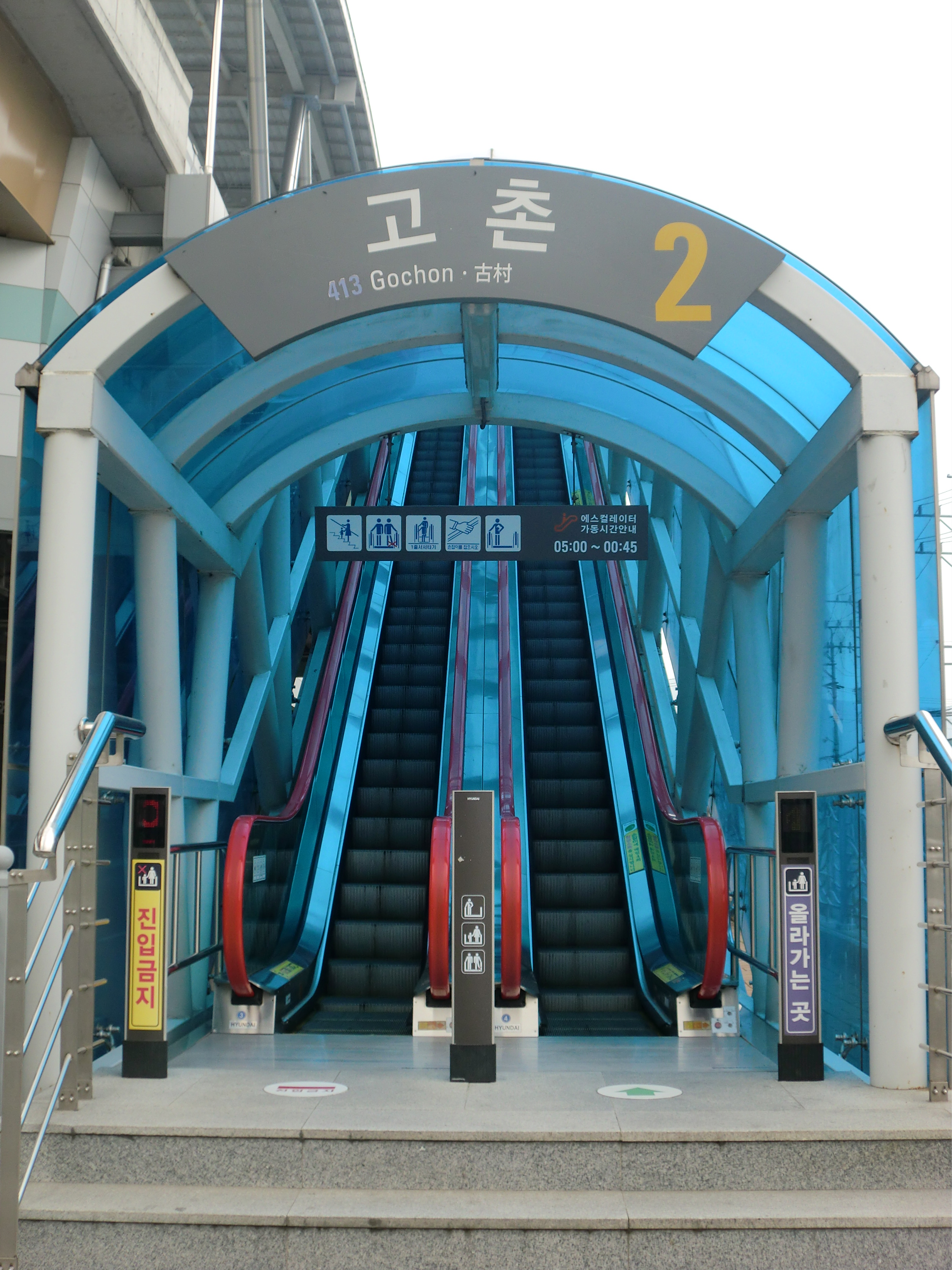
2號出口
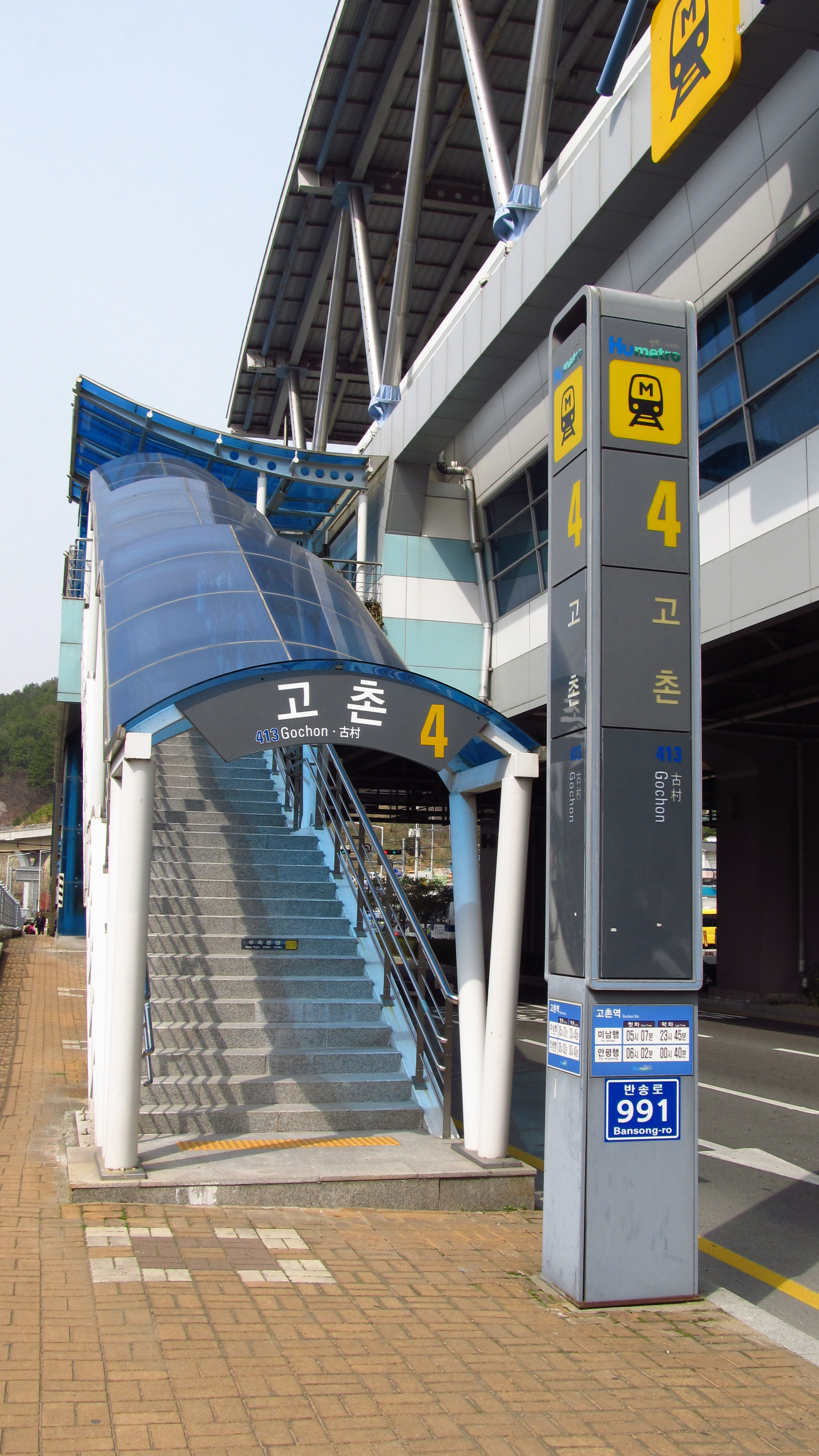
4號出口
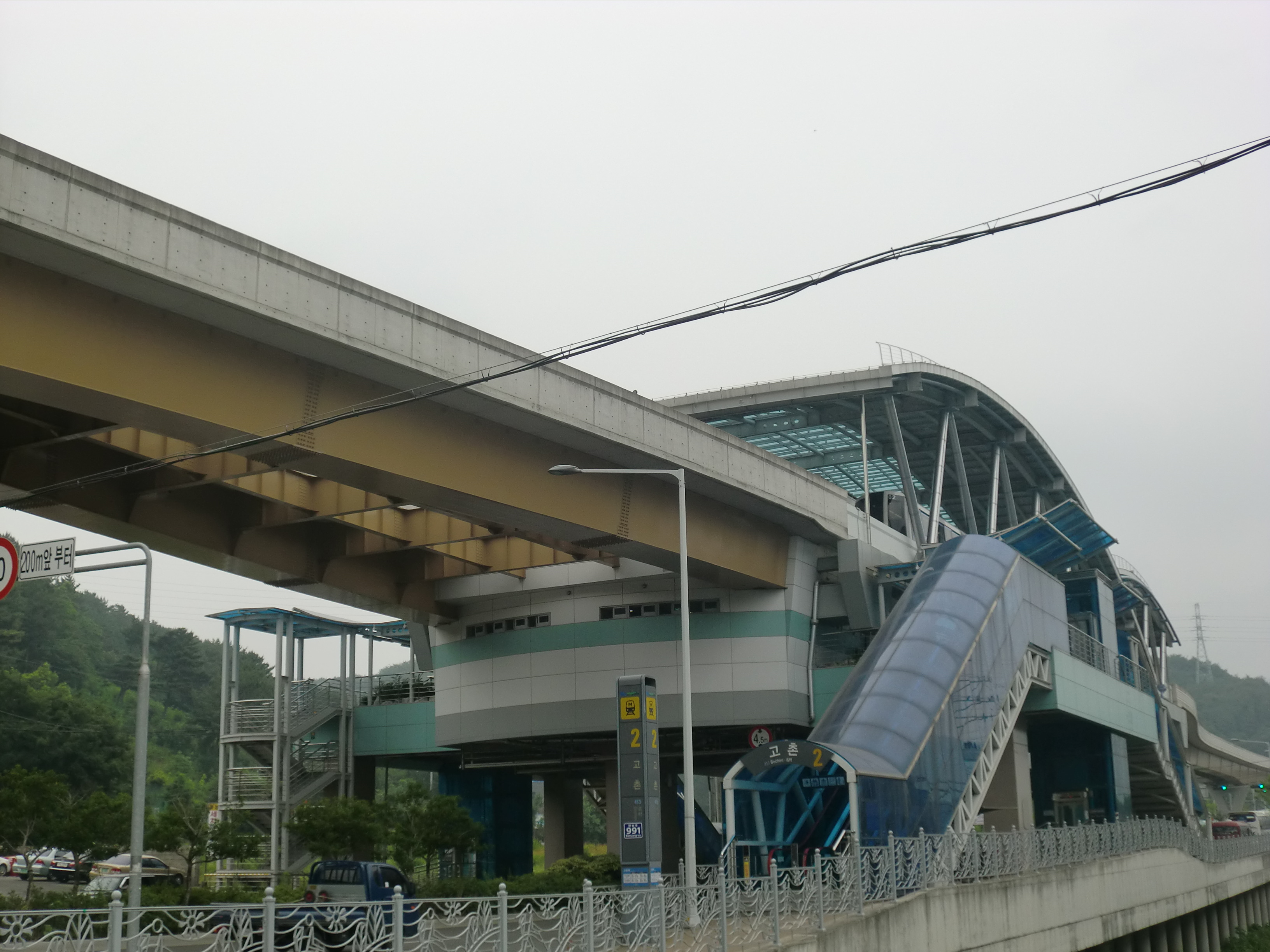
車站外觀

## 相鄰車站
釜山交通公社
●釜山都市铁道4号线
上盤松（412）－古村（413）－安平（414）